# Magyar–Kínai Baráti Társaság
A Magyar–Kínai Baráti Társaság (MKBT) 1959-ben alakult meg, Magyarország és Kína kapcsolatainak ekkori fellendülése idején, Peng Tö-huaj (Peng Dehuai) marsall, kínai védelmi miniszter magyarországi látogatása után. Az MKBT elnöke Molnár Erik akadémikus, főtitkára pedig Galla Endre, a budapesti Eötvös Loránd Tudományegyetem Bölcsésztudományi Kara Kínai Tanszékének tanára lett. A Magyar Népköztársaság és a Kínai Népköztársaság közötti kapcsolatok azonban a szovjet–kínai viszony konfliktusai miatt szintén megromlottak és az MKBT tevékenysége 1963 után lassan elhalt.
Az MKBT újjászervezésére 1988 nyarán került sor, a magyar–kínai kapcsolatok normalizálódását követően. Az újjászervezett Magyar–Kínai Baráti Társaságot a budapesti Fővárosi Bíróság az 1989. évi II. törvény 15. § (1) bekezdése alapján 2571. sorszám alatt a társadalmi szervezetek nyilvántartásába vette.
A társaság az alapszabályának megfelelően budapesti székhelyű, önálló társadalmi szervezet, nem jogi személy. Tagjait a közös érdeklődési kör fűzi össze, egyénileg lépnek be a társaságba. A szervezet célja a kínai nép történelmének, kultúrájának, eredményeinek bemutatása az érdeklődő magyar emberek számára, valamint a magyar kultúra terjesztésének elősegítése a kínai nép körében, valamint a „népi diplomácia” eszközeivel a közvetlen kapcsolatok előmozdítása a két nép között.
A társaság alapító tagja a „Nemzetek Háza – a Nemzetek Közötti Baráti Társaságok Szövetségének”. Az MKBT kapcsolatot tart fenn a KNK hivatalos képviselőivel, valamint a Magyarországon élő kínaiak különböző szervezeteivel, továbbá a Kínai Népi Baráti Társaságok Szövetsége szervezeteivel, valamint egy sor európai ország kínai baráti társaságával.

## A társaság tiszteletbeli elnöke
- Tálas Barna